# مارگوت تین
مارگوت تین (انگلیسی: Margot Thien؛ زادهٔ ۲۹ دسامبر ۱۹۷۱) شناگر شنای موزون اهل ایالات متحده آمریکا بود.
وی در مسابقات کشوری و بین‌المللی در مجموع برندهٔ ۲ مدال طلا شده‌است.